# Communauté rurale de Mlomp (Bignona)
Ne doit pas être confondu avec Communauté rurale de Mlomp (Oussouye).
La communauté rurale de Mlomp est une communauté rurale du Sénégal, située en Casamance, dans le sud du pays.
Elle fait partie de l'arrondissement de Tendouck, du département de Bignona et de la région de Ziguinchor.
Les deux villages de la communauté rurale sont :
- Mlomp (Bignona)
- Edjamat